# Covers (альбом Deftones)
Covers — компіляційний альбом американського альтернативного метал-гурту Deftones, що вийшов 16 квітня 2011 року. Альбом вийшов на лейблі Warner Bros. Records до Дня магазину звукозапису, суто у форматі вінілової платівки, обмеженим тиражем у 5000 копій.

## Про альбом
Як і вказано у назві, Covers являє собою збірник кавер-версій, чимало з яких вже випускались раніше у таких альбомах, як B-Sides & Rarities (2005) та у цифровій версії Diamond Eyes (2010). Гурт записував кавери після запису кожного зі свого студійного альбому протягом усієї їхньої музичної кар'єри. Так, перша кавер-версія пісні «Simple Man» гурту Lynyrd Skynyrd була записана перед випуском дебютного альбому Deftones, коли вокалісту Чіно Морено було лише 17 років.

## Список композицій
| #     | Назва                                                               | Тривалість |
| ----- | ------------------------------------------------------------------- | ---------- |
| 1.    | «Drive» (кавер The Cars)                                            | 4:49       |
| 2.    | «Caress» (кавер Drive Like Jehu)                                    | 3:34       |
| 3.    | «Please, Please, Please, Let Me Get What I Want» (кавер The Smiths) | 2:06       |
| 4.    | «No Ordinary Love» (кавер Sade)                                     | 5:30       |
| 5.    | «Savory» (кавер Jawbox)                                             | 4:37       |
| 6.    | «Do You Believe» (кавер The Cardigans)                              | 3:28       |
| 7.    | «Simple Man» (кавер Lynyrd Skynyrd)                                 | 6:22       |
| 8.    | «Ghosts» (кавер Japan)                                              | 4:29       |
| 9.    | «The Chauffeur» (кавер Duran Duran)                                 | 5:25       |
| 10.   | «If Only Tonight We Could Sleep» (кавер The Cure)                   | 5:06       |
| 11.   | «Sleep Walk» (кавер Santo & Johnny)                                 | 2:29       |
| 47:55 |                                                                     |            |